# Palazzo Medici Lante

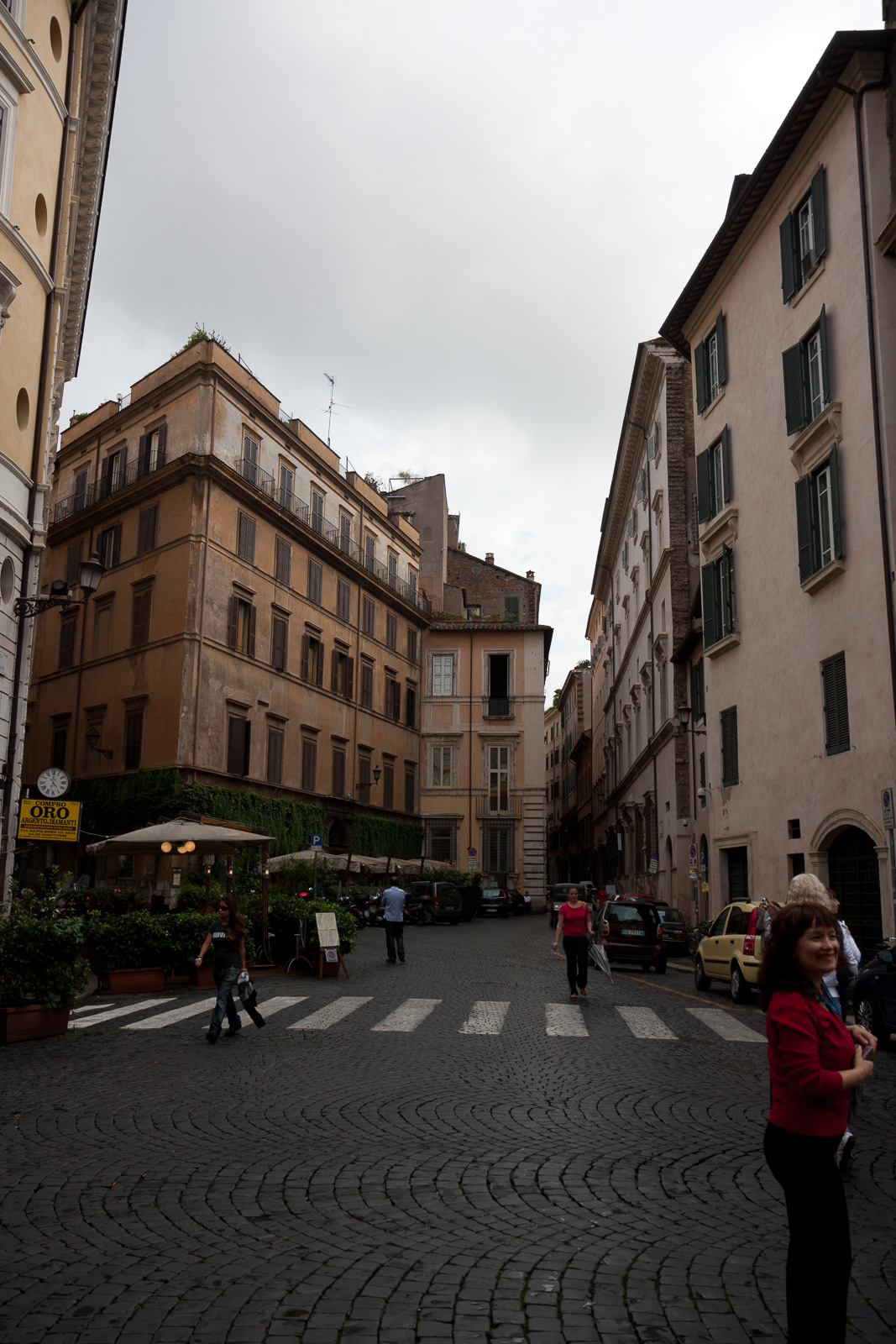
O Palazzo Medici Lante é o grande palácio no final da praça e no início da rua estreita (Via de Monterone) no centro desta imagem, à direita.

Palazzo Medici Lante, conhecido também como Palazzo Medici Lante della Rovere ou apenas como Palazzo Lante, é um palácio renascentista localizado no número 70 da Piazza dei Caprettari, no rione Sant'Eustachio de Roma, entre a Piazza Navona e o Panteão. É considerado um dos mais belos palácios da época na cidade.

## História
A origem do palácio remonta a 1513, quando o papa Leão X Medici encomendou a construção para seu irmão Giuliano de Medici, nomeado capitão-geral da Igreja Romana: o palácio, provavelmente projetado por Jacopo Tatti, conhecido como Il Sansovino, ou a Nanni di Baccio Bigio, provavelmente no local de alguma propriedade preexistente de Alfonsina Orsini, viúva de Pietro de Medici e cunhada do papa. Mas Giuliano morreu em 1516, antes do final das obras, e o palácio, incompleto, passou para as mãos da filha de Alfonsina, Clarice, esposa de Filippo Strozzi. Em 1538, ainda incompleto, o edifício foi doado a Marcantonio Palosi, que, em 1588, o vendeu, ainda não terminado, a Ludovico Lante, que se empenhou em terminar a construção.
Antes disto, ainda em 1575, que Lante mandou gravar seu nome e sobrenome na arquitrave do portal: "LUDOVICUS LANTES". Depois do matrimônio de Marcantonio, filho de Ludovico, com Lucrezia della Rovere, que era a última herdeira dos della Rovere, família do papa Júlio II (r. 1503-13), os Lante passaram a se auto-denominar "Lante della Rovere". Nesta época, o casal adquiriu algumas residências vizinhas com o objetivo de incorporá-las ao palácio. No início do século XVII, o cardeal Marcello Lante della Rovere encarregou Onorio Longhi de executar mais algumas obras no local e Giovanni Francesco Romanelli recebeu a incumbência de afrescar várias das salas com vários temas, incluindo a "Fábula de Marte e Vênus", a "Alegoria da Verdade descoberta pelo Tempo", "Rômulo e Remo", "Numa Pompílio", "Cincinato", "Horácio", "O Rapto das Sabinas", "Diana" e "Os Rios Tibre e Pó". Mas foi apenas em 1628 que a família recebeu permissão de executar as obras de anexação dos vários edifícios num único complexo com o realinhamento da fachada. Na segunda metade do século, foi executado uma nova obra de restauro por Carlo Murena por ordem do cardeal Federico Marcello Lante. Em 1873, depois da morte do duque Giulio Lante della Rovere, o grande complexo passou para sua filha, Caterina, que era esposa do duque Pio Grazioli. No século XX, os Grazioli venderam o palácio a Guglielmi di Vulci, que, por sua vez, o repassou para os Aldobrandini, atuais proprietários.
Atualmente, o palácio abriga o Instituto Nacional de Física Nuclear e o Instituto de Cultura Pantheon. No térreo, está um dos mais elegantes bares de vinho da cidade, a Casa Bleve.

## Descrição
O edifício se desenvolve em quatro pisos, apresentando, na parte pertencente aos della Rovere, na Via Monterone, um portal rusticado flanqueado por duas janelas que, mais tarde, se tornaram portais; encimando-os estão ramos de carvalho, o brasão dos della Rovere. A outra parte antiga do palácio, pertencente aos Lante e separada da primeira por uma faixa de silhares rústicos em toda a altura da fachada, está de frente para a Piazza dei Caprettari e se abre num portal com arquitrave inscrita em latim com a já mencionada referência a Ludovico Lante e flanqueado por janelas, também arquitravadas, com grades e mísulas, sob as quais estão os emblemas heráldicos dos Medici (um leão com um anel na boca e pena de avestruz) e dos Orsini (duas rosetas).
Entre as duas janelas da direita está uma bela edícula barroca, com uma vistosa cornija com padrão radial, inspirada no episódio narrado no Evangelho de São Lucas, a "Apresentação de Jesus no Templo" para a realização do ritual da circuncisão: além da Virgem e o Menino se nota a figura de um sacerdote judeu vestido os trajes típicos de sua função. O piso nobre é caracterizado por uma longa cornija em travertino sobre a qual estão sete janelas arquitravadas com mísulas, esquema repetido também no segundo piso, mas com janelas menores. O harmonioso pátio interno, obra de Sansovino, ao qual se chega a partir de um átrio formado por três arcadas cegas. O pórtico do piso térreo é fechado dos dois lados, puro como a lógia do piso nobre, fechada em três lados; se distinguem também as colunas com capitéis dóricos e jônicos, conjuntos que, segundo alguns, são provenientes do Fórum Romano e, segundo outros, do Coliseu. No fundo do pátio interno, sob duas arcadas, estão duas fontes similares estruturalmente à êxedras, ao centro das quais mascarões cospem pela boca numa bacia oval grossos jatos d'água que dão origem ao nome pela qual são conhecidas: "fontes da abundância". Em suas bases, hoje vazias, ficavam dois grupos escultóricos: um representando a "Ninfa Ino aleitando Baco" e o outro uma figura masculina togada com uma mulher semi-nua.